# Патен, Ги
Ги Патен (фр. Guy Patin; 31 августа 1601, Ла-Плас — 30 марта 1672, Париж) — французский врач, преподаватель, писатель.
Начальное образование получил дома, причём отец в очень раннем возрасте обучил его чтению. Учился в школе в Бове, затем в колледже Бонкур в Париже. Родители его готовили в адвокаты или священники, но Патен решил изучать философию и медицину и в 1627 году получил степень доктора медицины в Парижском университете, 16 октября 1654 года стал профессором анатомии, ботаники и фармации Королевского колледжа.
Был сторонником врачей древнего мира (Гиппократа и Галена) и очень недоверчиво относился к средствам, употреблявшимся в его время; основу лечения видел во внимательном наблюдении за течением болезни и периодических кровопусканиях. Принадлежал к передовым людям своего времени; его интересные «Lettres» наполнены эпиграммами по адресу ордена иезуитов (хотя сам Патен был католиком, он отрицательно относился к папству). Едко осмеивал распущенность нравов XVII столетия. Главные работы: «Histoire des médecins célèbres», «Traité de la conservation de la santé», «Notes sur le livre de Galien», «De la saignée», «Observations sur le livre de Nicolas Ellain», «De la peste».